# Lego House
"Lego House" là bài hát của ca sĩ-nhạc sĩ người Anh Ed Sheeran. Nó được phát hành vào ngày 11 tháng 11 năm 2011 với tư cách là đĩa đơn thứ ba trong album phòng thu đầu tay của anh, + (2011). Nó được phát hành với tư cách là đĩa đơn thứ hai tại Hoa Kỳ vào ngày 11 tháng 2 năm 2013. Bài hát do Ed Sheeran, Jake Gosling và Chris Leonard sáng tác, được sản xuất bởi Jake Gosling.
Bài hát lần đầu xuất hiện trên sóng phát thanh trong chương trình của Zane Lowe trên kênh BBC Radio 1 vào ngày 8 tháng 9 năm 2011 và là bài hát đầu tiên được phát trên kênh BBC Radio 2. Bài hát xếp hạng cao nhất tại vị trí thứ 5 trên UK Singles Chart. Bản remix hợp tác với P Money được phát lần đầu trong chương trình của MistaJam trên kênh BBC Radio 1Xtra vào ngày 30 tháng 11 năm 2011. Video âm nhạc của bài hát có sự xuất hiện của ngôi sao Rupert Grint của loạt phim ăn khách Harry Potter với vai diễn một người hâm mộ có hình dáng giống Ed Sheeran.

## Cấu trúc bài hát
Theo như đoạn nhạc mẫu do Jordan James của EMI Music Publishing đăng tải, "Lego House" được viết ở khóa si trưởng; âm vực của Ed Sheeran kéo dài từ nốt B3 tới G#4. Nhạc khí bao gồm guitar và piano.

## Video âm nhạc
Video của "Lego House" được quay tại The Forum, Đại học Hertfordshire với sự tham gia của Rupert Grint. Video được đăng tải vào ngày 20 tháng 10 năm 2011 trên kênh YouTube của Ed Sheeran.

Một cảnh trong video "Lego House" chiếu hình ảnh Grint đang ôm một con rối có hình khuôn mặt của Ed Sheeran.

Video bắt đầu với hình ảnh Grint đóng vai Sheeran, làm những việc như viết lời bài hát trên một tờ giấy, ngồi trong chiếc xe buýt lưu diễn, và cuối cùng xuất hiện trên sân khấu trước đám đông đang reo hò. Tuy nhiên sau khi Grint bị các nhân viên an ninh trấn áp, người ta mới hiểu ra rằng anh thực ra là một người hâm mộ đang lén lút đi theo Ed Sheeran, và những việc anh làm trước đó thực ra là anh đang đóng giả Ed Sheeran với mức độ nghiêm trọng và bất ổn tâm lý ngày càng tăng (việc viết ca khúc thực ra là chép lời bài hát từ bìa album, còn ngồi trong xe buýt chẳng qua là do Grint đột nhập vào đấy). Video kết thúc với cảnh Sheeran và Grint nhìn thấy nhau trong lúc Grint đang bị lôi ra khỏi nơi biểu diễn còn Sheeran đang đi ra khỏi thang máy.
Phiên bản "Lego hóa" của video gốc của "Lego House" được phát hành vào ngày 11 tháng 4 năm 2013 trên kênh YouTube của The Warner Sound. Video được quay bằng phương pháp stop-motion với tạo hình LEGO, do Dylan Woodley đạo diễn. Video được đề cử tại MTV Video Music Awards 2013 cho hạng mục Best Male Video nhưng thất bại trước "Locked Out of Heaven" của Bruno Mars.

## Danh sách track
| Đĩa đơn CD | Đĩa đơn CD                                 | Đĩa đơn CD |
| STT        | Nhan đề                                    | Thời lượng |
| ---------- | ------------------------------------------ | ---------- |
| 1.         | "Lego House"                               | 3:05       |
| 2.         | "Lego House" (Gosling Remix) (với P Money) | 3:50       |
| 3.         | "Lego House" (The Prototypes Remix)        | 4:24       |
| 4.         | "Lego House" (Subscape Remix)              | 5:10       |
| 5.         | "Lego House" (Acoustic)                    | 3:07       |
| 6.         | "Grade 8" (Acoustic)                       | 3:00       |

| Tải kĩ thuật số | Tải kĩ thuật số                            | Tải kĩ thuật số |
| STT             | Nhan đề                                    | Thời lượng      |
| --------------- | ------------------------------------------ | --------------- |
| 1.              | "Lego House" (Acoustic)                    | 3:07            |
| 2.              | "Lego House" (Gosling Remix) (với P Money) | 3:50            |
| 3.              | "Lego House" (The Prototypes Remix)        | 4:24            |
| 4.              | "Lego House" (Subscape Remix)              | 5:10            |
| 5.              | "Grade 8" (Acoustic)                       | 3:00            |

| Vinyl 7" | Vinyl 7"             | Vinyl 7"   |
| STT      | Nhan đề              | Thời lượng |
| -------- | -------------------- | ---------- |
| 1.       | "Lego House"         | 3:05       |
| 2.       | "Grade 8" (Acoustic) | 3:00       |

## Danh sách những người tham gia
- Giọng hát chính – Ed Sheeran
- Nhà sản xuất – Jake Gosling
- Lời – Ed Sheeran, Jake Gosling, Chris Leonard
- Hãng đĩa – Warner Music Group

## Xếp hạng và chứng nhận
| Bảng xếp hạng (2011–13)                                | Vị trí cao nhất |
| ------------------------------------------------------ | --------------- |
| Úc (ARIA)                                              | 4               |
| Áo (Ö3 Austria Top 40)                                 | 59              |
| Bỉ (Ultratop 50 Flanders)                              | 6               |
| Bỉ (Ultratip Wallonia)                                 | 3               |
| Canada (Canadian Hot 100)                              | 54              |
| LỖI: PHẢI CUNG CẤP year CHO BẢNG XẾP HẠNG Cộng hòa Séc | 34              |
| Trường songid là BẮT BUỘC CHO BẢNG XẾP HẠNG ĐỨC        | 51              |
| Hungary (Rádiós Top 40)                                | 18              |
| Ireland (IRMA)                                         | 5               |
| Israel (Media Forest)                                  | 8               |
| Li-băng (The Official Lebanese Top 20)                 | 16              |
| Hà Lan (Dutch Top 40)                                  | 12              |
| New Zealand (Recorded Music NZ)                        | 5               |
| Scotland (OCC)                                         | 6               |
| Thụy Sĩ (Schweizer Hitparade)                          | 59              |
| Anh Quốc (OCC)                                         | 5               |
| Hoa Kỳ Billboard Hot 100                               | 42              |
| Hoa Kỳ Hot Rock Songs (Billboard)                      | 6               |
| Hoa Kỳ Adult Contemporary (Billboard)                  | 26              |
| Hoa Kỳ Adult Pop Airplay (Billboard)                   | 10              |
| Hoa Kỳ Pop Airplay (Billboard)                         | 20              |

| Bảng xếp hạng (2011)                 | Vị trí |
| ------------------------------------ | ------ |
| UK Singles (Official Charts Company) | 40     |

| Bảng xếp hạng (2012)               | Vị trí |
| ---------------------------------- | ------ |
| Úc (ARIA)                          | 14     |
| Bỉ (Ultratop 50 Flanders)          | 74     |
| New Zealand (Recorded Music NZ)    | 20     |
| Anh Quốc (Official Charts Company] | 82     |

| Bảng xếp hạng (2013)                   | Vị trí |
| -------------------------------------- | ------ |
| US Hot Rock Songs (Billboard)          | 22     |
| US Adult Alternative Songs (Billboard) | 44     |
| US Adult Top 40 (Billboard)            | 41     |

## Chứng nhận
| Quốc gia                                                                           | Chứng nhận  | Số đơn vị/doanh số chứng nhận |
| ---------------------------------------------------------------------------------- | ----------- | ----------------------------- |
| Úc (ARIA)                                                                          | 6× Bạch kim | 420.000‡                      |
| Canada (Music Canada)                                                              | Vàng        | 40.000*                       |
| Ý (FIMI)                                                                           | Bạch kim    | 50.000‡                       |
| New Zealand (RMNZ)                                                                 | Bạch kim    | 15.000*                       |
| Anh Quốc (BPI)                                                                     | Bạch kim    | 800.000                       |
| Hoa Kỳ (RIAA)                                                                      | Bạch kim    | 1.100.000                     |
| Streaming                                                                          |             |                               |
| Đan Mạch (IFPI Đan Mạch)                                                           | Bạch kim    | 1.800.000^                    |
| * Chứng nhận dựa theo doanh số tiêu thụ. ^ Chứng nhận dựa theo doanh số nhập hàng. |             |                               |